# Luis Felipe Ramos
Luis Felipe Ramos Barrera (30 de abril de 1980) es un abogado chileno, miembro del Partido Liberal (PL), expresidente del mismo partido. Actualmente desde el 10 de marzo de 2023 se desempeña como Subsecretario de Energía de Chile, bajo el gobierno del presidente Gabriel Boric.

## Vida y trayectoria
Ramos nació en Santiago en 1980. En 1998, egresó del Colegio William Kilpatrick. Sus estudios superiores los realizó en la Universidad de Chile, titulándose de abogado. Posteriormente, realizó un Magíster en Derecho con mención en Derecho Constitucional en la Pontificia Universidad Católica de Valparaíso. Es especialista en derecho administrativo económico.
En su carrera ha desempeñado diversos roles; fue coordinador legislativo de la Bancada del Partido Liberal en el Congreso Nacional, además de ser presidente de dicha colectividad desde el 2016 a 2021. También fue jefe jurídico en el gabinete del Ministerio de Obras Públicas. En marzo de 2023 es designado como Subsecretario de Energía en reemplazo de Julio Maturana.